# تحمل

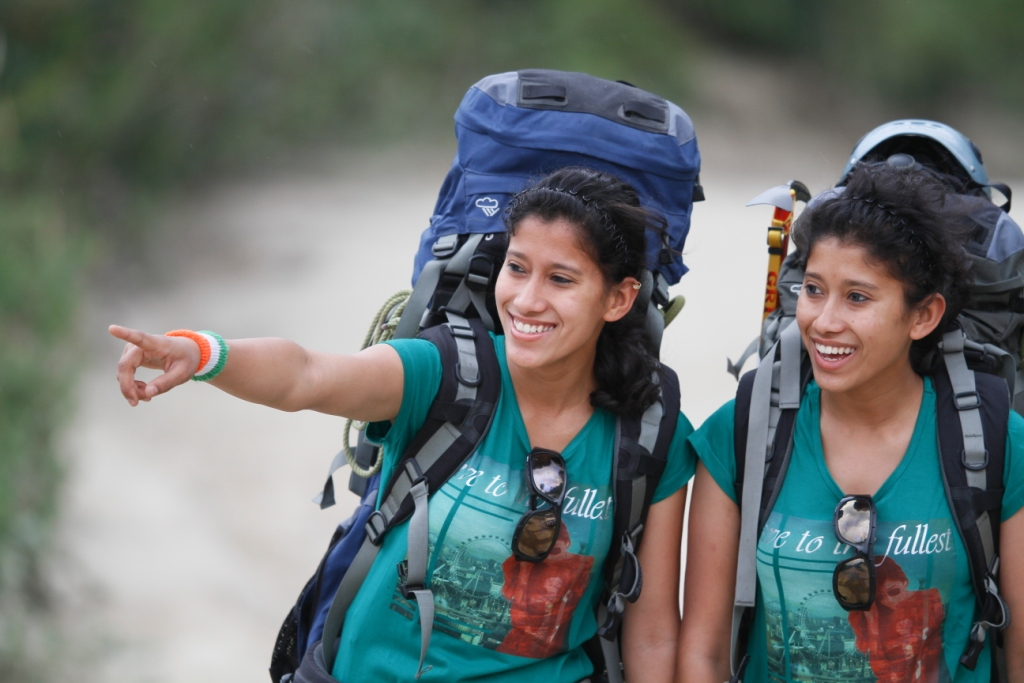
توأمان يقومان برحلة التحمل عند سفوح جبال الهملايا

التحمل(مرادفات) هي قدرة الكائن الحي على بذل نفسه للبقاء نشطاً لفترة طويلة من الزمن فضلًا عن قدرته على المقاومة، والتحمل، والتعافي من الصدمات، ويُكون مناعة ضد الصدمات أو الجروح أو التعب. يستخدم قاعدة عامة في التمرينات الهوائية أو اللاهوائية. يختلف تعريف «طويل» وفقا لنوع المجهود - ودقائق للتمارين اللاهوائية ذات الكثافة العالية، وساعات أو أيام للتمارين الهوائية ذات الكثافة المنخفضة. ويمكن أن يقلل التدريب على التحمل من القدرة على ممارسة قوة. ما لم يقم الفرد أيضًا بتمارين القوة لمواجهة هذا التأثير.
وعندما يكون الشخص قادرًا على إنجاز أو تحمل قدرًا أكبر من الجهد من قدراته الطبيعية، فإن تحمله يزداد مما يدل على إحراز تقدم بالنسبة للعديد من الأفراد. في محاولة لتحسين قدرة الشخص على التحمل، قد يزيد ببطء مقدار التكرار أو الوقت المستغرق، إذا أُخذ التكرار الأعلى بسرعة تحسن القوة العضلية في حين يُكتسب قدر أقل من التحمل. لقد ثبت أن زيادة التحمل تؤدي إلى إطلاق الإندورفين مما ينتج عنه عقل إيجابي. وقد ثبت أن اكتساب التحمل من خلال النشاط البدني يقلل من القلق والاكتئاب والتوتر أو أي مرض مزمن إجمالاً. وعلى الرغم من أن زيادة التحمل يمكن أن تساعد نظام القلب والأوعية الدموية، إلا أنه لا يعني أنه يمكن ضمان تحسن أي مرض قلبي وعائي.
التحمل والجَلَد يستخدمان في الإعدادات العسكرية، فيعبران عن قدرة القوة وإمكانية الحفاظ على مستويات عالية من إمكانات القتال خلال فترة الحملة. وقد يدل التحمل أيضًا إلى العزيمة.

## تمرين
ويمكن تدريب أنواع مختلفة من أداء التحمل بطرق محددة. وينبغي أن يتبع تكييف خطط لممارسة الأهداف الفردية.
وينبغي النظر في حساب شدة الممارسة للقدرات الفردية. يبدأ التدريب الفعال في حدود نطاق نصف قدرة الأداء الفردي. يُعبر عن قدرة الأداء من خلال الحد الأقصى لمعدل ضربات القلب. ومن الممكن تحقيق أفضل النتائج خلال 55 إلى 65٪ من أقصى معدل لضربات القلب. ولا ينبغي ذكر العتبات الهوائية واللاهوائية وغيرها في إطار عمليات التحمل الواسعة النطاق. في المراقبة العامة لشدة التدريب يُقاس فيها معدل ضربات القلب.

## المرادفات
مرادفات: الجَلَد أو التَّحَمُّل أو المكابدة أو الإطاقة أو الاحتمال أو تحمل المشاق أو القدرة على الاحتمال أو القدرة على التحمل

## روابط خارجية
- "Tips on increasing stamina"، Active، مؤرشف من الأصل في 2022-03-24.